# Хімічний зсув
Хімі́чний зсув (англ. chemical shift, рос. химический сдвиг) — зміна резонансної частоти чи напруженості статичного магнітного поля в ядерному магнітному резонансі, спричинена магнітним екрануванням ядра оточуючими його електронними оболонками. В ЯМР-спектроскопії хімічний зсув ядра δcpd вимірюється в одиницях частоти δcpd (мільйонних частках, мч) по відношенню до частоти стандарту δref і визначається формулою:
δcpd = 106 (νcpd — νref)/νo,
де νo — робоча частота ЯМР спектрометра. Для ядер 1H та 13C стандартними вважаються сигнали цих атомів у тетраметилсилані (CH3)4Si.
Хімічний зсув у фотоелектронних та Оже-спектрах — зміщення енергії фотоелектронного чи Оже-піка внаслідок змін у хімічному оточенні атомів.